# Brüsszeli griffon
A brüsszeli griffon (griffon Bruxellois) egy belga kutyafajta.

## Története
Kialakulása az 1800-as évekre tehető. Kialakulásában többek között szerepe lehetett a majompincsnek és a mopsznak.

## Külleme
Marmagassága 18-20 centiméter, tömege 2,5-5,5 kilogramm. Erőteljes, zömök testű, borzas szőrű, rozsdavörös színű eb. Súlya szerint két változatban tenyésztik. Fülét és farkát rendszerint vágják. Alapvető tulajdonságaiban megegyezik a belga griffonnal és a brabançonnal. A három fajta csak szőrzetében különbözik egymástól, amiért is az Egyesült Államokban és az Egyesült Királyságban egy csoportban bírálják el őket. A belga griffon fekete vagy fekete-cser színű, a brabançon pedig rövid szőrű.  

## Képek a brüsszeli griffonról

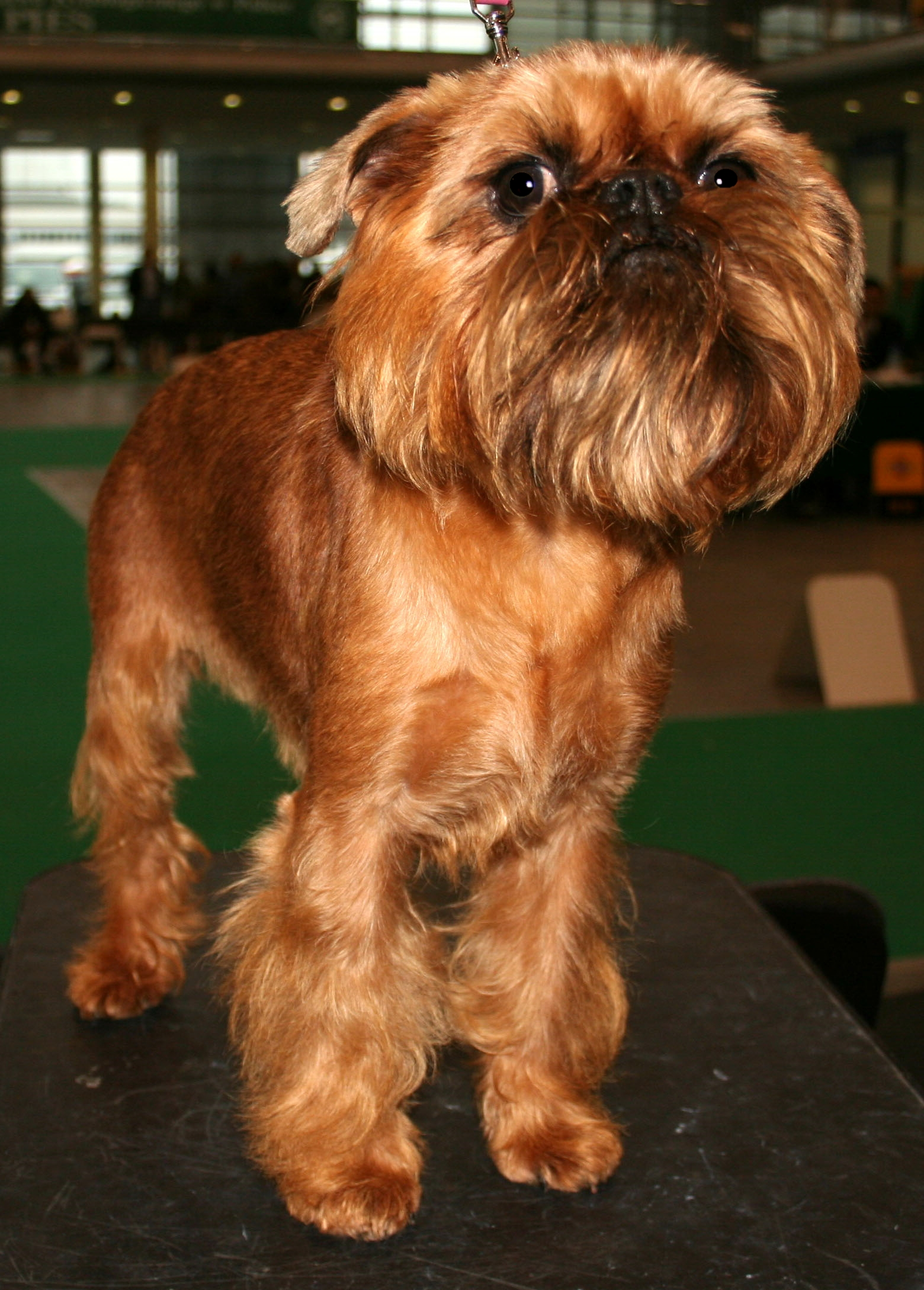
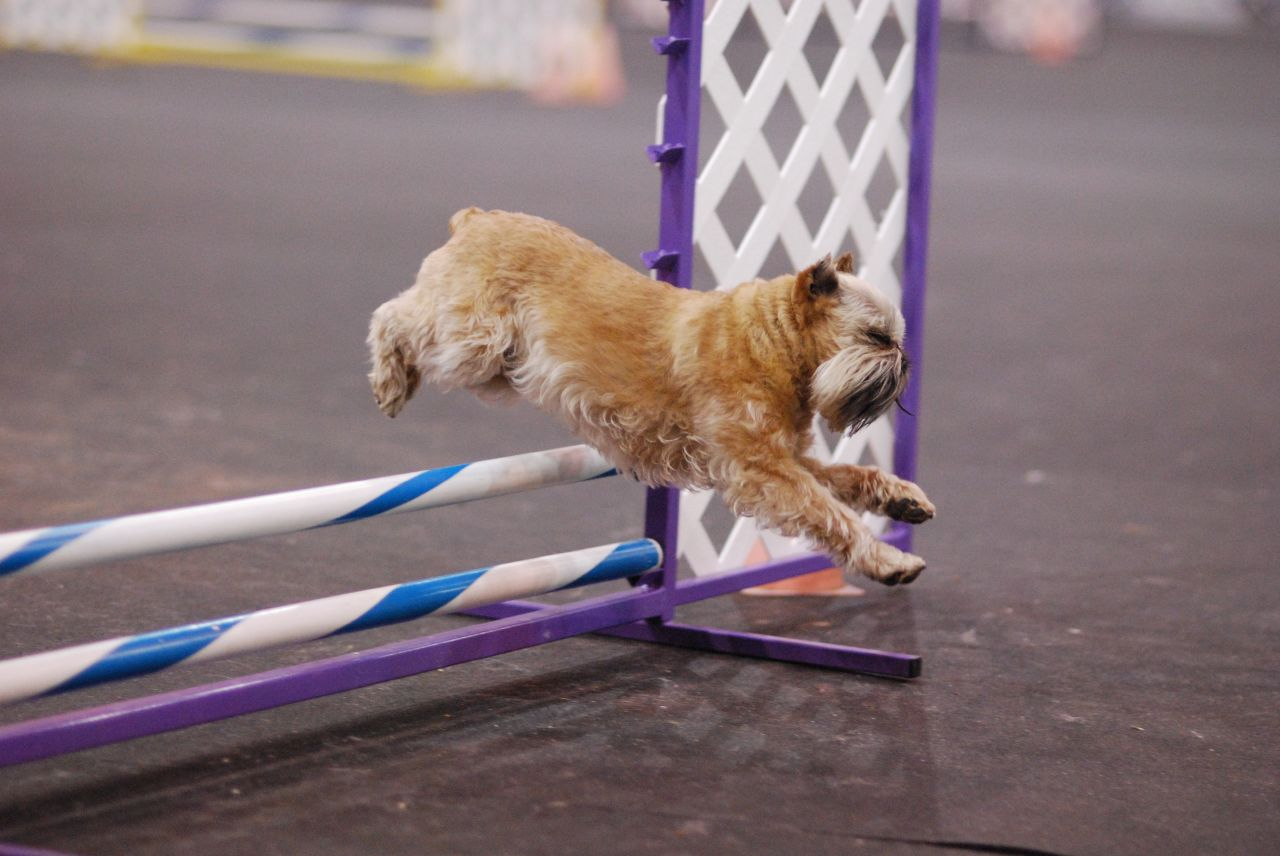

## Képek a belga griffonról

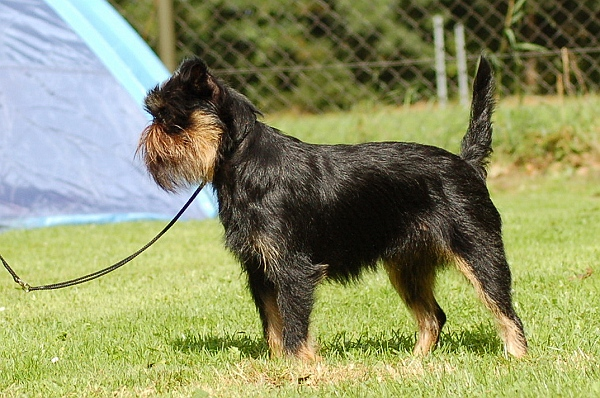
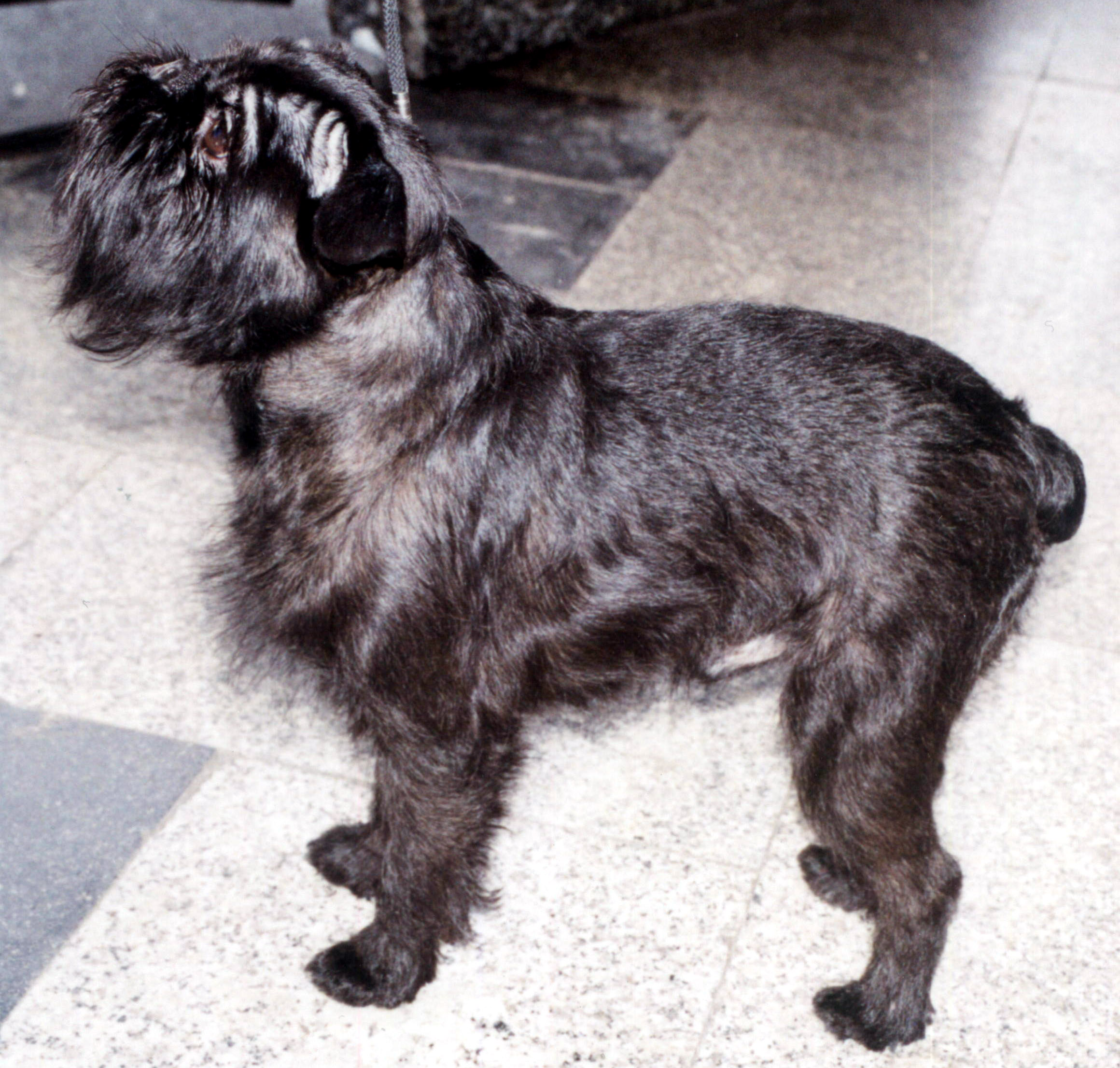

## Képek a brabançonról

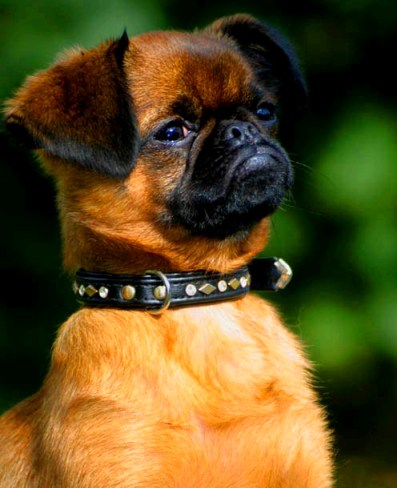
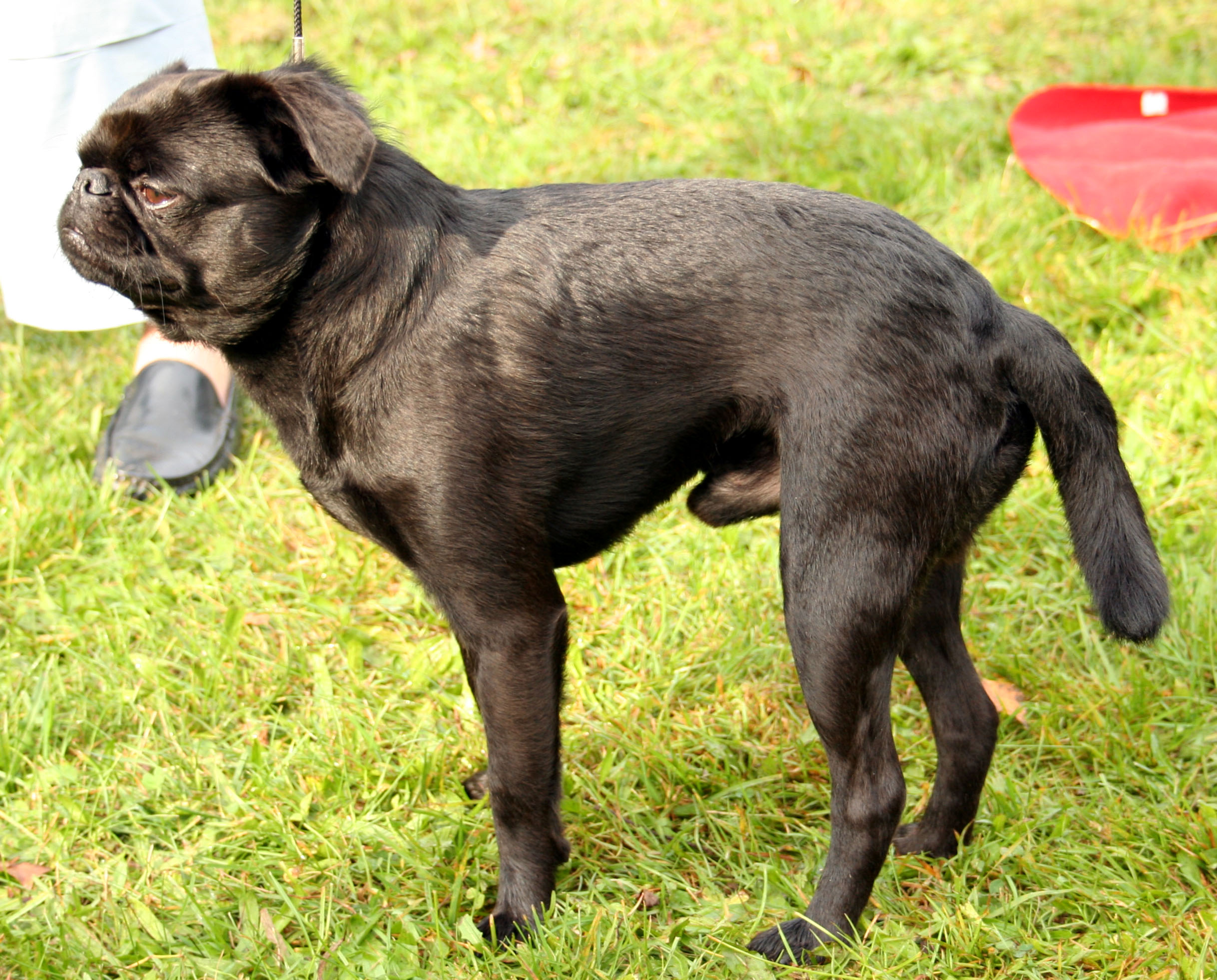

## Jelleme
Természete élénk és szófogadó.